# Tadeusz Bednarczyk
Tadeusz Bednarczyk pseudonim „Bednarz”, „Tadeusz” (ur. 28 sierpnia 1913 w Warszawie, zm. 2002 tamże) – polski działacz katolicko-narodowy, pułkownik WP, autor książek o tematyce historycznej, z wykształcenia ekonomista.

## Życiorys
W 1936 roku ukończył studia ekonomiczne w Szkole Głównej Handlowej w Warszawie. Pracował jako urzędnik w Grodzkiej Izbie Skarbowej, równolegle prowadząc zakład szewski. 
Podobno w czasie okupacji niemieckiej był żołnierzem Organizacji Wojskowej, a następnie Armii Krajowej; pracował w getcie warszawskim do wybuchu powstania jako przedstawiciel Urzędu Skarbowego, pełniąc jednocześnie funkcję koordynatora Korpusu Bezpieczeństwa oraz AK do pomocy dla powstających konspiracyjnych wojskowych oddziałów żydowskich; za jego pośrednictwem Korpus Bezpieczeństwa miał przekazywać broń dla Żydowskiego Związku Wojskowego; brał też podobno udział w powstaniu warszawskim. 
Większość tych informacji jest kwestionowana przez historyków.
Po zakończeniu działań wojennych został zatrudniony w Szefostwie Służby Zdrowia MBP. Był kwatermistrzem Centralnego Szpitala Departamentu III, a następnie kierował sanatoriami i domami wypoczynkowymi w Zatrzebiu, Bierutowicach i Kudowie-Zdroju. W 1946 roku został dyscyplinarnie zwolniony, co miało związek ze znęcaniem się nad niemieckimi pracownikami. W 1950 roku został zatrzymany przez UB, a następnie skazany na karę 1,5 roku pozbawienia wolności za próbę pomocy w nielegalnym przekroczeniu granicy brytyjskiemu dyplomacie i wymianę obcej waluty. W 1962 roku na zasadzie dobrowolności został pozyskany jako tajny współpracownik Służby Bezpieczeństwa, równocześnie był od 1973 roku inwigilowany przez tę służbę.
Był organizatorem i kustoszem Muzeum gen. Władysława Sikorskiego w Warszawie. W latach 70. zaangażował się w działalność Związku Bojowników o Wolność i Demokrację. W 1981 roku współtworzył Zjednoczenie Patriotyczne „Grunwald”. Publikował w tygodniku „Rzeczywistość”. Po 1991 roku związał się z partią Przymierze Samoobrona, którą m.in. wspierał w kampanii wyborczej. Był współwydawcą i publicystą „Tygodnika Ojczyzna”.

## Odznaczenia
- Krzyż Walecznych (dwukrotnie)[potrzebny przypis]
- Złoty Krzyż Zasługi
- Krzyż Partyzancki[3]
- Medal za Warszawę[3]
- Medal Zwycięstwa i Wolności[3]
- Medal Polonia Mater Nostra Est

## Wybrana literatura
- Walka i pomoc. OW-KB a organizacja ruchu oporu w getcie warszawskim, Wyd. Iskry, Warszawa 1968,
- Lewica demokratyczna, Unia Nowoczesnego Humanizmu, Warszawa 1985,
- Obowiązek silniejszy od śmierci: wspomnienia z lat 1939-1944 o polskiej pomocy dla Żydów w Warszawie, Wyd. Grunwald, Warszawa 1986, ISBN 83-00-00776-8,
- Wiesenthal contra Waluś, Demianiuk i inni, Wyd. Ojczyzna, Warszawa 1997, ISBN 83-86449-13-6,
- Życie codzienne warszawskiego getta, Wyd. Ojczyzna, Warszawa 1995, ISBN 83-86449-02-0.